# Вежховіни (Замойський повіт)
Вежховіни (пол. Wierzchowiny) — село в Польщі, у гміні Замостя Замойського повіту Люблінського воєводства.
Населення — 140 осіб (2011).
У 1975-1998 роках село належало до Замойського воєводства.

## Демографія
Демографічна структура станом на 31 березня 2011 року:
|          | Загалом | Допрацездатний вік | Працездатний вік | Постпрацездатний вік |
| -------- | ------- | ------------------ | ---------------- | -------------------- |
| Чоловіки | 75      | 18                 | 51               | 6                    |
| Жінки    | 65      | 10                 | 38               | 17                   |
| Разом    | 140     | 28                 | 89               | 23                   |